# Stade Colosso do Tapajós
Pour les articles homonymes, voir Tapajós (homonymie).
Le Stade Colosso do Tapajós (en portugais : Estádio Colosso do Tapajós), également connu sous le nom de Stade municipal Colosso do Tapajós (en portugais : Estádio Municipal Colosso do Tapajós), est un stade de football brésilien situé dans la ville de Santarém, dans l'État du Pará.
Le stade, doté de 19 524 places et inauguré en 1987, sert d'enceinte à domicile aux équipes de football du São Raimundo Esporte Clube, du São Francisco Futebol Clube et du Tapajós Futebol Clube.

## Histoire
Le stade, propriété du gouvernement de l'état du Pará et de la mairie de Santarém, ouvre ses portes en 1987 sous le nom de Stade municipal Jader Fontenelle Barbalho (en portugais : Estádio Municipal Jader Fontenelle Barbalho), en honneur de Jader Barbalho, homme politique et ancien ministre et gouverneur du Pará.
Il est inauguré le 11 mars 1987 devant 20 000 spectateurs (record d'affluence au stade encore à ce jour) lors d'un match nul 1-1 entre les deux clubs locaux du São Raimundo EC et du São Francisco FC (le premier but au stade étant inscrit par Valdir Almeida, joueur de São Francisco).